# Верига за мъже на Международната тенис федерация
Веригата за мъже на Международната тенис федерация (на англ. ITF Men's Circuit) представлява серия от професионални тенис турнири по целия свят, организирани от Международната тенис федерация. Тази верига представлява най-ниското ниво в системата на мъжкия професионален тенис. Турнирите на ITF носят точки за Световната ранглиста на Асоциацията на професионалните тенисисти, което позволява на младите тенисисти да се изкачват нагоре в системата, взимайки участие първо в Турнирите от Чалънджър сериите на ATP, а след това и в самия ATP Тур. Почти всеки професионален състезател при мъжете тенисисти е започнал кариерата си с участия във Веригата на ITF.

## Формат
ITF Веригата за мъже е създадена през 1976 г. Тя се е състояла само от сателитни турнири, всеки от които продължава над четири седмици. През 1998 г. са създадени и т.нар. турнири-фючърси, с продължителност от една седмица. Това позволило много по-голяма гъвкавост на организаторите и националните асоциации по тенис, което довежда и до насищането на календара по тенис с много по-разнообразни турнири по целия свят. Което довежда и до пълното отпадане на сателитните турнири през 2007 г.
Общият награден фонд на един турнир-фючърс варира между $10 000 и $15 000. Някои от турнирите предоставят и безплатно настаняване на младите състезатели.